# The Upside of Anger
The Upside of Anger är en amerikansk långfilm från 2005 i regi av Mike Binder, med Joan Allen, Kevin Costner, Erika Christensen och Keri Russell i rollerna.

## Handling
Terry (Joan Allen) berättar för sina döttrar att hon tror pappan Grey (Danny Webb) har lämnat familjen för att vara med sin före detta sekreterare i Sverige. Terrys granne Denny är en pensionerad baseballspelare, numera radiovärd. Efter att ha berättat nyheten för honom blir han intresserad av henne. De båda påbörjar ett förhållande. Denny börjar snart även fungera som pappa till de fyra döttrarna i familjen, Andy (Erika Christensen), Emily (Keri Russell), 'Popeye' (Evan Rachel Wood) och Hadley (Alicia Witt).

## Rollista
| Joan Allen         | – Terry Ann Wolfmeyer         |
| Kevin Costner      | – Denny Davies                |
| Erika Christensen  | – Andy Wolfmeyer              |
| Keri Russell       | – Emily Wolfmeyer             |
| Alicia Witt        | – Hadley Wolfmeyer            |
| Evan Rachel Wood   | – Lavender 'Popeye' Wolfmeyer |
| Mike Binder        | – Adam 'Shep' Goodman         |
| Tom Harper         | – David Junior                |
| Dane Christensen   | – Gorden Reiner               |
| Danny Webb         | – Grey Wolfmeyer              |
| Magdalena Manville | – Darlene                     |
| Suzanne Bertish    | – Gina                        |
| David Firth        | – David Senior                |
| Rod Woodruff       | – Dean Reiner                 |
| Stephen Greif      | – Emilys läkare               |